# Asia Rocsta

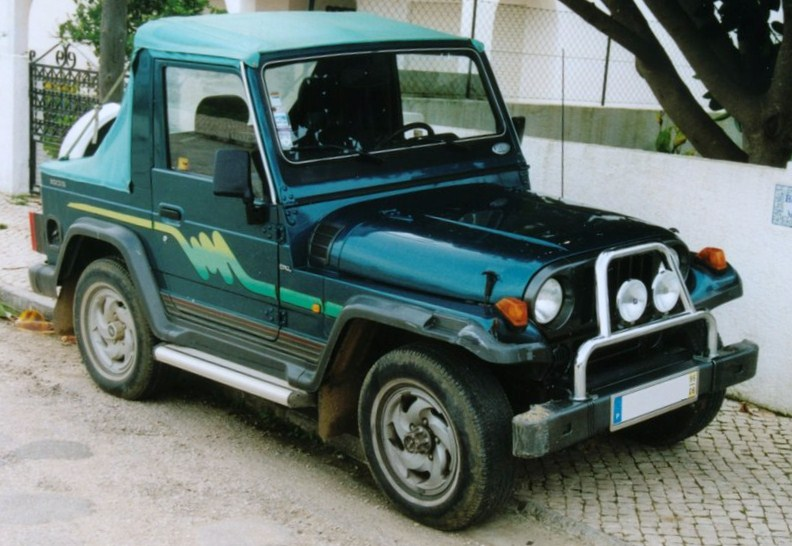
Asia Rocsta

Asia Rocsta je terénní automobil vyráběný korejskou automobilkou Asia Motors. Vyráběl se v letech 1985–1997.

## Historie
Výroba automobobilu Asia Rocsta byla zahájena v roce 1985, byla to kopie amerického Jeepu. Asia Rocsta (při čtení snad Korejci slyší zvuk obdobný rock star (česky hvězda skal/hor), s pohonem 4x2 nebo 4x4. Do Anglie relativně úspěšně exportovali verzi s přiřaditelným pohonem předních kol. Jednalo se o civilní verzi 1/4-tuny, odvozené z Jeepu CJ-5. Automobil byl vybaven lehkým čtyřválcovým motorem a dieslovým motorem R2 (MAGMA) o obsahu 2184 cm³ nebo benzínovým motorem Mazda (z typu 626 jehož výroba skončila v roce 1992) o obsahu 1789 cm³. Pětistupňová převodovka byla manuální a manuální byly i uzávěrky volnoběžek v nábojích předních kol. Tuhé nápravy byly odpruženy listovými pery, vpředu byl zkrutný stabilizátor. Vůz byl 5+1místný hard-soft-top s rozvorem 2132 mm, délkou 3588 mm, šířkou 1688 mm, výškou 1820 mm, světlou výškou 20,5 cm, hmotností 1280 až 1330 kg a užitečnou hmotností až 480 kg. Stoupavost byla 97 % a boční náklon 46°. V Koreji měli také verzi s delším rozvorem 2730 mm délkou 4190 mm a výškou 1850 mm. Kromě Itálie (Rocsta Telonato/Hard Top) se auta prodávala v Německu, ve Velké Británii a v dalších zemích. Bohužel chyběla podpora výrobce. Kvalitně vyrobený vůz byl přitažlivou a levnou alternativou kompaktního terénního vozu pro mladé. V první polovině 90. letých 20. století se Rocsta účastnila Dakaru. V roce 1994 se objevila mírně modifikovaná Rocsta R2. Specificky připravené lehké terénní automobily se uplatnily v jihokorejské armádě pod názvem 1/4 t Utility Truck a též jeho těžší a větší sourozenec 5/4 t Shop Van.